# Аанъя
Аанъя, Ане (англ. Aine, по правилам ирландского диалекта английского языка произносится [ˈaːnʲə] ) — в традиционной кельтской мифологии: богиня лета, богатства, суверенности.
В её честь назван кратер Аанъя на спутнике Юпитера Европе.

## В традиционной ирландской мифологии
Аанъя — в традиционной кельтской мифологии: богиня лета, богатства, суверенности.

## В современной мифологии духовных учений «Нового века» («Нью-Эйджа»)
Богиня Аанъя входит в число нескольких десятков языческих и традиционных божеств, которые, по мнению некоторых представителей духовных учений «Нового века» («Нью-Эйджа»), являются актуальными для людей, идущих по пути духовного развития. В частности, богиня Аанъя упомянута в книге одного из «проповедников» духовных учений «Нового века» — Дорин Вирче, «Архангелы и вознесённые учителя» (2004 г.).